# Hyllieby
Hyllieby is een wijk in het stadsdeel Väster van de Zweedse gemeente Malmö. De wijk telt 1232 inwoners (2012) en heeft een oppervlakte van 0,52 km². Hyllieby is gelegen tussen de wegen Lorensborgsgatan en Elinelundsvägen, ten noorden van de noordelijke ringweg.
In de wijk staan voornamelijk villa's en herenhuizen uit de jaren 60 en 70 van de twintigste eeuw. Na de bouw van de Limhamns kyrka werd een middeleeuwse kerk in de wijk gesloopt, de begraafplaats bleef intact.

## Demografie
Van de 1253 inwoners die de wijk in januari 2008 telde, was acht procent in het buitenland geboren. In 2006 hadden 503 inwoners een baan.